# Reef Point
Der Reef Point (englisch für Riffspitze) ist eine Landspitze am westlichen Ende von Cook Island im Archipel der Südlichen Sandwichinseln. Sie ist umsäumt von einem kleinen Riff und markiert die östliche Begrenzung der südlichen Einfahrt zur Douglas Strait.
Wissenschaftler der britischen Discovery Investigations kartierten und benannten sie im Jahr 1930.